# Ernst von Klipstein

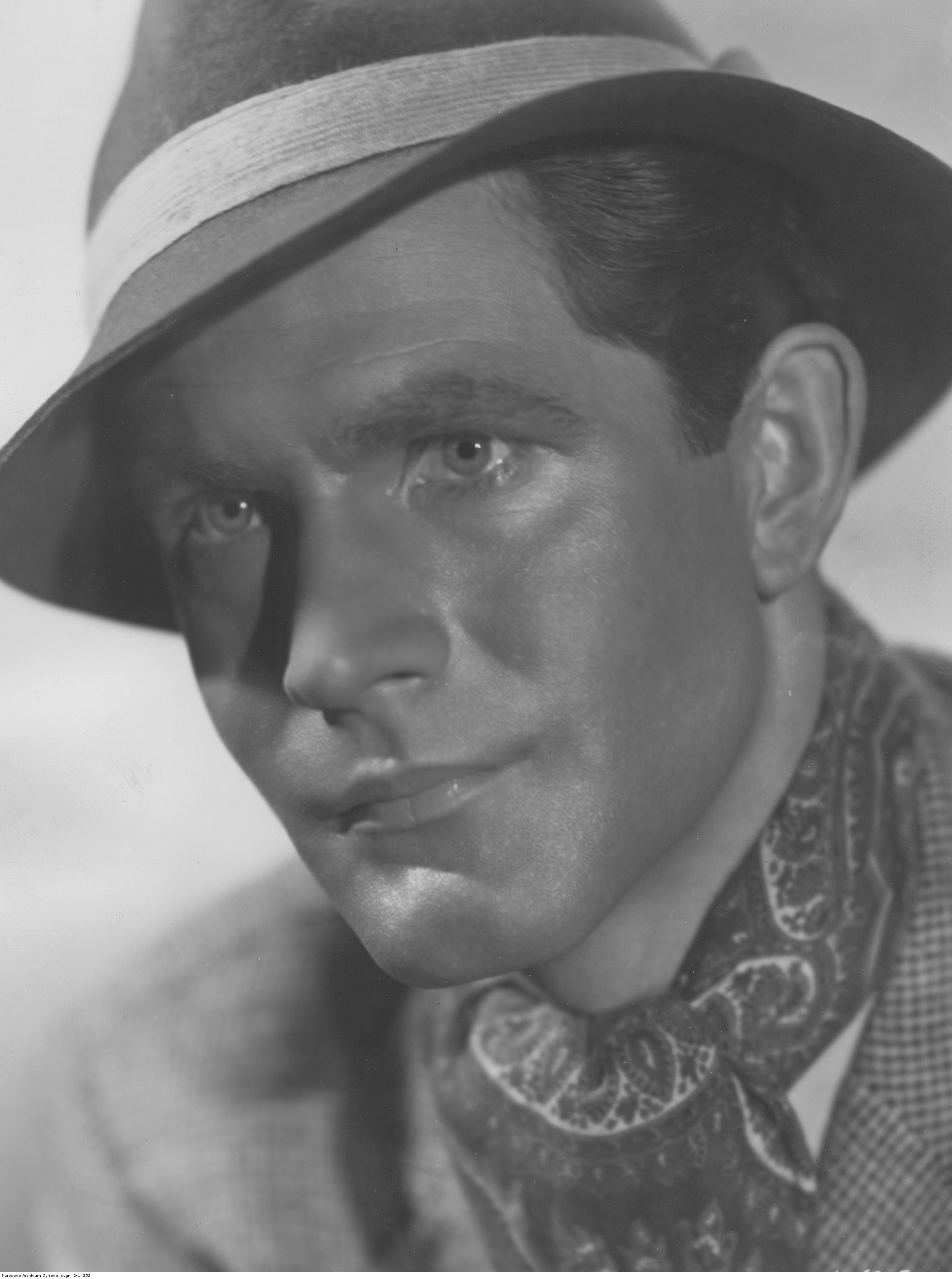
Ernst von Klipstein.

Ernst von Klipstein, född 3 februari 1908 i Poznan (dåvarande Posen), död 22 november 1993 i Hamburg, var en tysk skådespelare. Han medverkade under åren 1939-1972 i ett flertal tyska filmer, under 1940-talet ibland i huvudroller. Senare var han verksam som skådespelare för tysk TV fram till 1992.

## Filmografi, urval
- 1939 – Utan vigselring
- 1941 – Stukas
- 1941 – Alarmstufe V
- 1942 – Hochzeit auf Bärenhof
- 1948 – Danke, es geht mir gut
- 1955 – Die Barrings
- 1957 – Blondin i fara